# Chéry-lès-Pouilly
Chéry-lès-Pouilly là một xã ở tỉnh Aisne, vùng Hauts-de-France thuộc miền bắc nước Pháp.